# Georg Wagner (Volkskundler)
Georg Hermann Josef Wagner (* 12. April 1915 in Avenwedde; † 6. Juli 1991 in Paderborn) war ein deutscher katholischer Priester, Theologe und Volkskundler.

## Leben
Nach der Priesterweihe am 7. Januar 1940 in Paderborn  er war von 1940 bis 1945 als Soldat in der Wehrmacht. Von 1957 bis 1959 war er Pfarrvikar in Verl-Sürenheide. An der Universität Münster erwarb er am 11. Juli 1958 den Doktor der Philosophie. Am 19. Februar 1966 in Münster zum Doktor der Theologie promoviert. 1974 wurde er Honorarprofessor für Religiöse Volkskunde an der Theologischen Fakultät Paderborn.

## Schriften (Auswahl)
- Volksfromme Kreuzverehrung in Westfalen von den Anfängen bis zum Bruch der mittelalterlichen Glaubenseinheit (= Schriften der Volkskundlichen Kommission des Landschaftsverbandes Westfalen-Lippe 11), Münster 1960, OCLC 717429766.
- Barockzeitlicher Passionskult in Westfalen (= Forschungen zur Volkskunde 42/43), Münster 1967, OCLC 803689516.
- Dorfschullehrer von damals. Historisch-volkskundlicher Bericht über den Volks- und Rektoratschullehrer Hermann Wagner (1878–1920) aus Wiedenbrück und seine Familie (= Beiträge zur Volkskultur in Nordwestdeutschland 64), Münster 1990, ISBN 3-88547-801-3.